# Mirosław Szewczyk
Mirosław Szewczyk (ur. 15 stycznia 1960) – polski koszykarz występujący na pozycji obrońcy, reprezentant kraju, po zakończeniu kariery  trener koszykówki.
Jest ojcem byłego reprezentanta Polski w koszykówce – Szymona Szewczyka.

## Osiągnięcia

### Zawodnicze
Drużynowe
- Zdobywca Pucharu Polski (1981, 1985)
- Awans do najwyższej klasy rozgrywkowej z Pogonią Szczecin (1982, 1986, 1992, 1996)

Reprezentacja
- Uczestnik mistrzostw Europy U–16 (1977 – 9. miejsce)[2]